# Crotale (missile)
Pour les articles homonymes, voir Crotale (homonymie).
Le missile Crotale est un missile sol-air français à courte portée, composé d'une batterie comportant une unité d'acquisition et deux ou trois unités de tir ou embarqué à bord de navires militaires.

## Historique

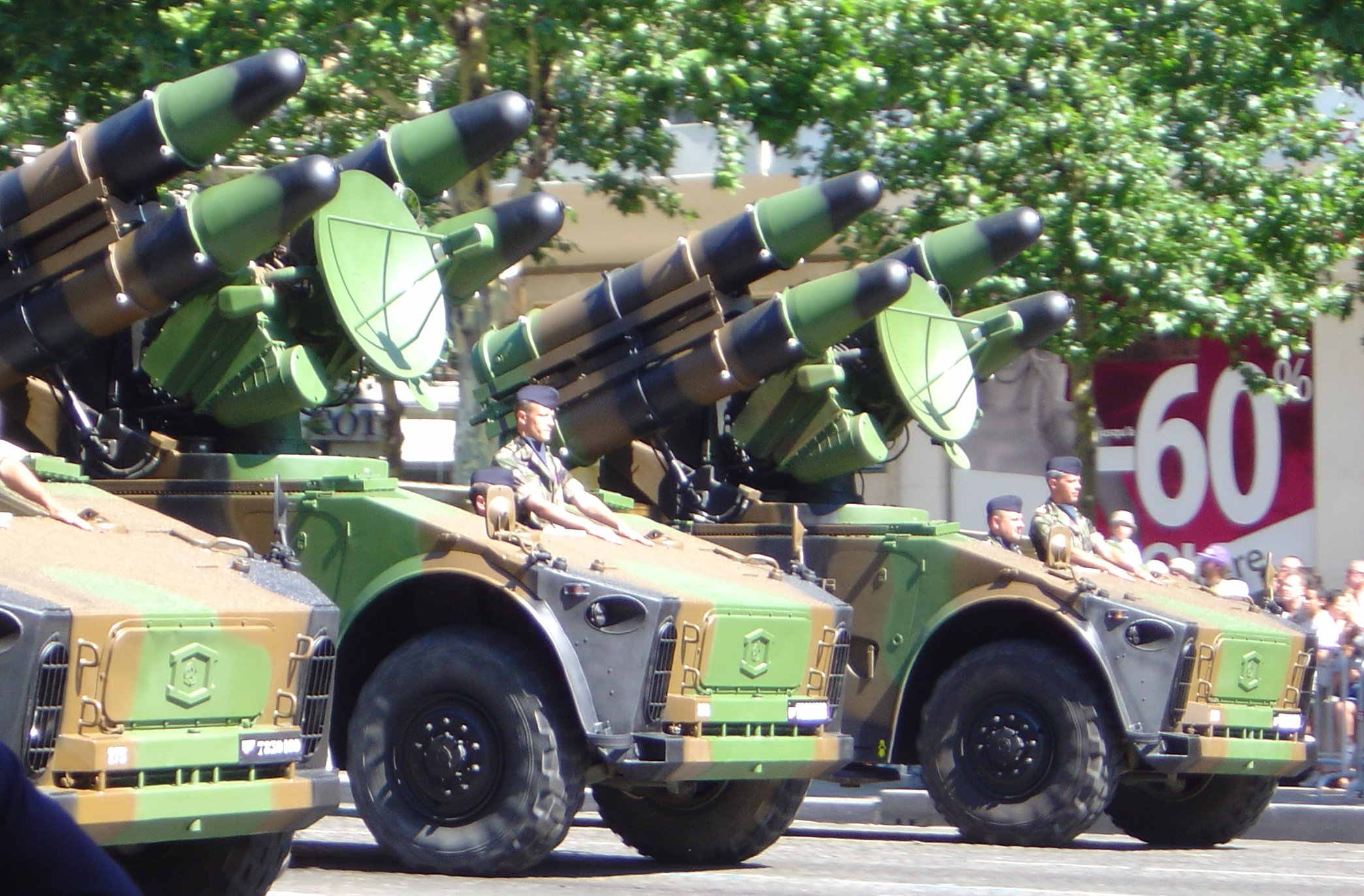
Véhicules Crotale de l'armée de l’air française durant le défilé du 14 juillet 2003 à Paris.

### Conception
En juillet 1964, l'Afrique du Sud signe une lettre d'intention pour acquérir des missiles sol-air Bloodhound au Royaume-Uni, ce que le gouvernement travailliste britannique de l'époque refuse. L'Afrique du Sud demande alors à Thomson-CSF de développer un missile sol-air courte portée mobile et insensible aux intempéries et paye 85% des coûts de développement.
La maîtrise d'oeuvre est assurée par la division Systèmes éléctronique de Thomson-CSF qui développe l'électronique embarquée et le radar tandis que Matra développe le missile intercepteur. Le premier tir à lieu en 1967 et le missile est admis en service actif en 1971 en Afrique du Sud sous le nom de Cactus après des essais finaux menés centre d'essai des Landes.
L'Armée de l'air française sélectionne ce missile en février 1971 sous le nom de Crotale et commande une unité d'aquisition et deux unités de tir suivis de vingt autres batteries après des tests concluants,.

### Production
La production du missile Crotale fait intervenir de nombreuses entreprises sous la maitrise d'œuvre de Thales (ex-Thomson-CSF) :
- Thales pour le radar
- Protac (actuel Roxel) pour le moteur
- Société Nationale des Poudres et Explosifs  pour le combustible des moteurs
- Thomson-Brandt Armement pour la charge militaire

Au total, plus de 13 000 missiles Crotale sont produit, toutes versions confondues.

## Caractéristiques

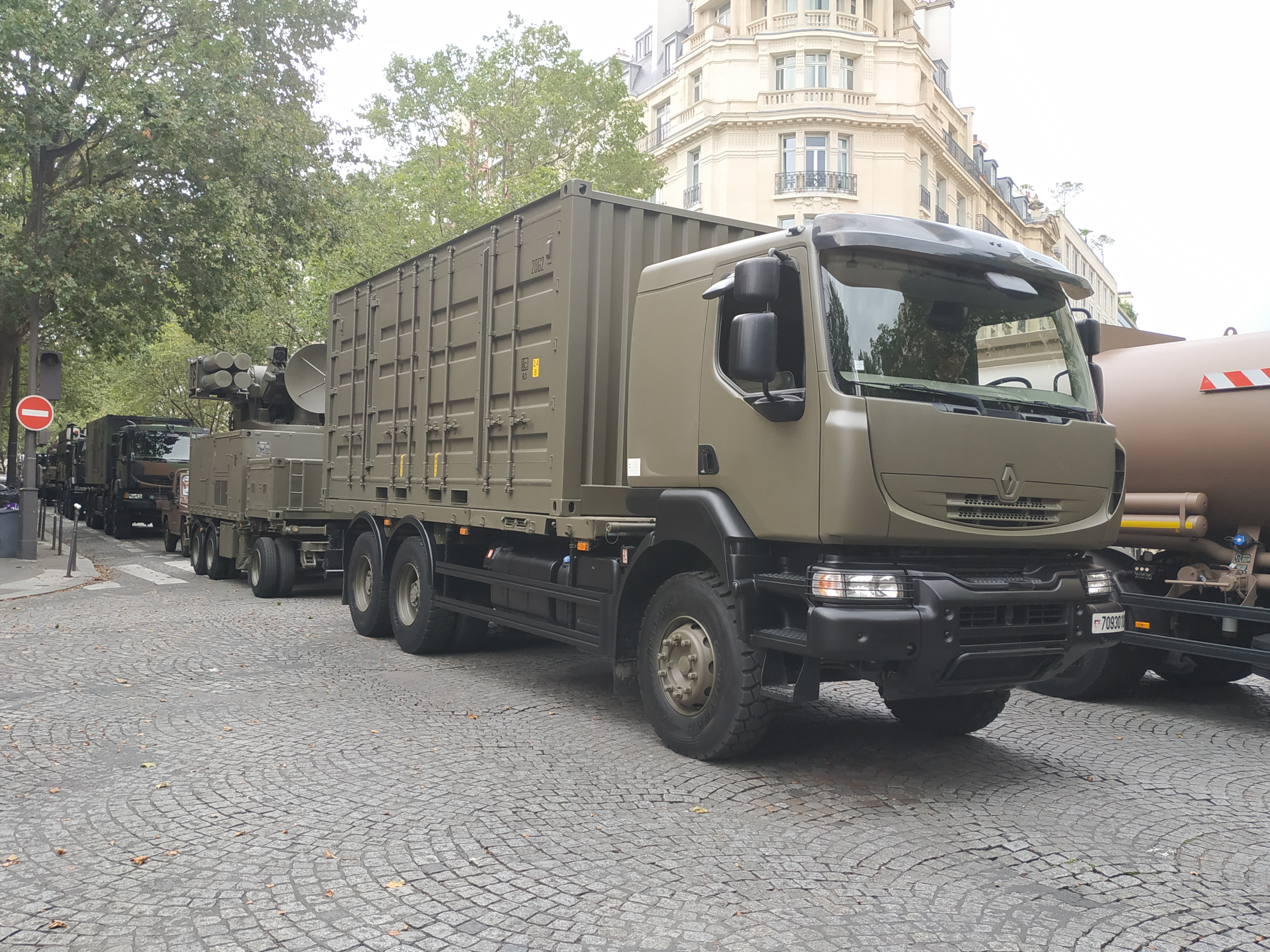
Camion avec batterie Crotale, en 2021.

Une batterie de missiles Crotale se compose de deux éléments principaux, une unité d'acquisition et une unitée de tir. Ces deux éléments sont montés sur des véhicules différents, exception faite du Crotale NG qui rassemble ces deux composants sur une même plateforme.
L'unité d'acquisition est équipée d'un radar Doppler de surveillance capable de détecter des cibles à très basse altitude, de les identifier et de les désigner aux unités de tir. Une unité d'acquisition peut fonctionner en réseau avec un maximum de trois unités de tir et s'intégrer dans un système de commandement antiaérien plus vaste,.
L'unité de tir est équipé des missiles Crotale et d'un radar de conduite de tir devant guider les missiles vers leurs cibles après avoir reçu le signal d'engagement par l'unité d'acquisition. Un système de guidage optique et un détecteur infrarouge sont également présent en cas de défaillance du radar,.

## Versions

### Unités de tir terrestres
Hotchkiss P4R
Châssis à roues fabriqué par Hotchkiss mis en service par un équipage de trois hommes. Le véhicule est équipé d'un moteur diesel ou gasoil entrainant un alternateur mettant ensuite les roues en mouvement, le choix d'un moteur électrique s'explique par la vocation de défense de point sensible du Crotale Hotchkiss P4R et non d'accompagnement d'une force mécanisée comme le missile Roland. Si la vitesse est réduite à 80 km/h  avec une autonomie de 600 km, la mobilité tout-terrain reste correcte. Le véhicule dispose aussi d'un blindage contre les armes légères et les shrapnel.
L'unité d'acquisition est équipée d'un interrogateur ami ou ennemi (sigle IFF en anglais) et d'un radar Thomson-CSF Mirador IV d'une portée de 18 km, capable de suivre trente cibles et d'en identifier douze simultanément. Elle est relié aux unités de tir par un cable long de 800 mètres ou par une liaison radio sécurisé de 3 km de portée. Celle-ci sont équipées de quatre missiles R440 et d'un radar de conduite de tir alors que la présence de vérins hydrauliques assure la stabilité du véhicule pendant le tir des missiles,.

Le missile Crotale monté sur le châssis Hotchkiss P4R est régulièrement modernisé avec la production de nouvelles variantes permettant de renforcer les performances du système d'arme :
- Crotale 1000 : première version du système Crotale produite à partir de 1969
- Crotale 2000 : deuxième version du système Crotale produite à partir de 1973
- Crotale 3000 : troisième version du système Crotale produite à partir de 1969
- Crotale 4000 : quatrième version du système Crotale produite à partir 1983 remplaçant le cable de télécomunication par une Liaison InterVehicle Hertzienne (LIVH) basé sur la radio permettant une plus grande dispersion des véhicules lanceurs.
- Crotale 5000 : dernière version du système Crotale produite à partir 1985 et permettant l'ajout de deux missiles Mistral.

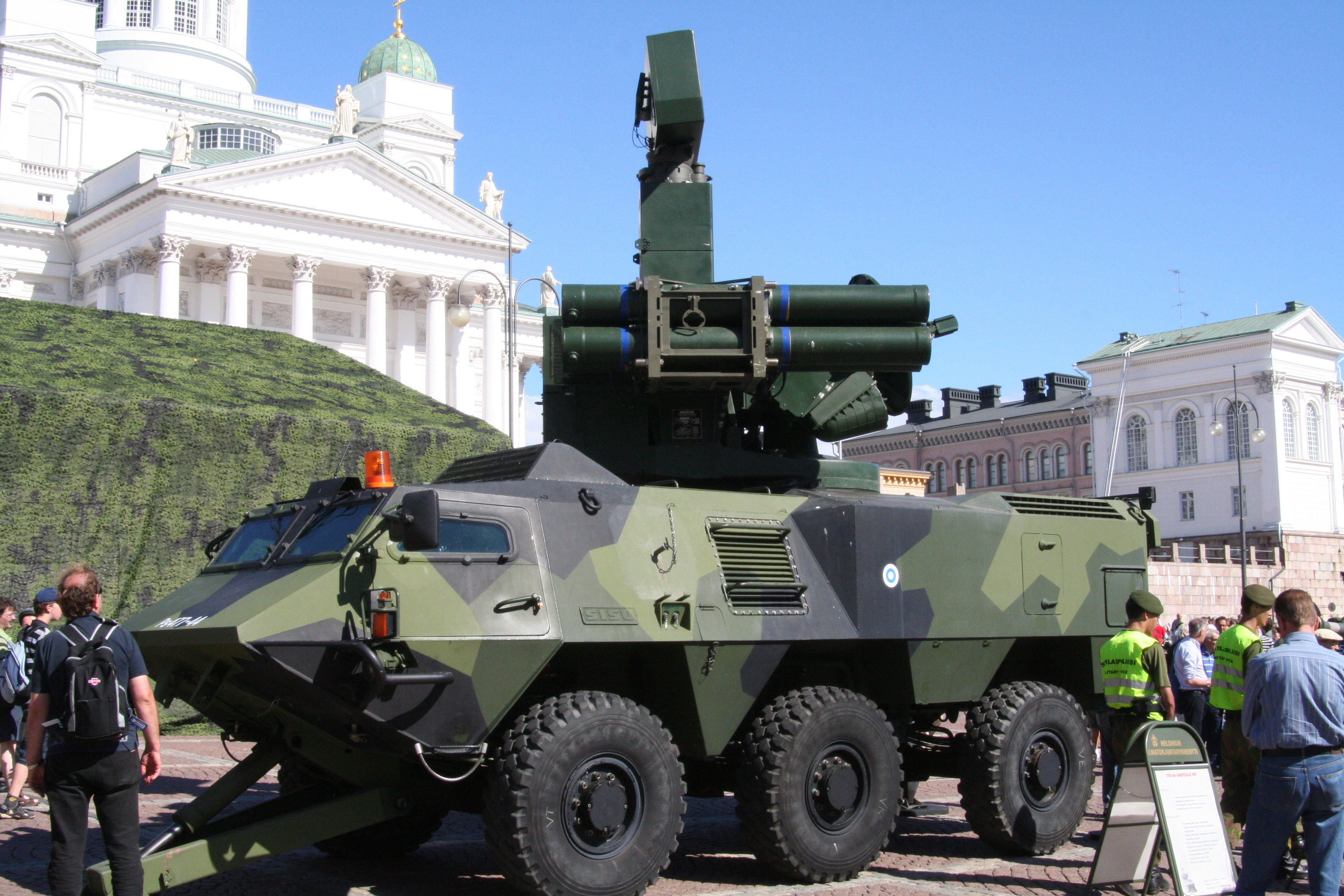
Sisu XA-180 des forces finlandaises avec des Crotale NG en 2007.

Le Crotale a été constamment amélioré, et compte de nombreuses versions, dont certaines embarquées sur des bâtiments de guerre.
- Système Shahine : ensemble d'acquisition et de tir de Crotale amélioré, monté sur châssis AMX 30, livré à l'Arabie saoudite.
- Crotale NG : Crotale Nouvelle Génération, destiné à lutter contre les aéronefs évoluant à basse altitude et à faible vitesse, y compris les hélicoptères en vol stationnaire. Il est composé, pour l'armée de l'air française, d'une unité d'acquisition et de tir montée sur remorque shelter.

Par la suite, le missile VT-1 fut développé par Thomson-CSF en collaboration avec l'entreprise américaine Ling-Temco-Vought.
Le 5 avril 1991, Thomson-CSF rejoint le GIE Euromissile, constitué de l'allemand MBB (du groupe Deutsche Aerospace) et du français Aérospatiale pour développer en commun le système antiaérien courte portée Crotale NG (Nouvelle Génération).

## Crotale naval

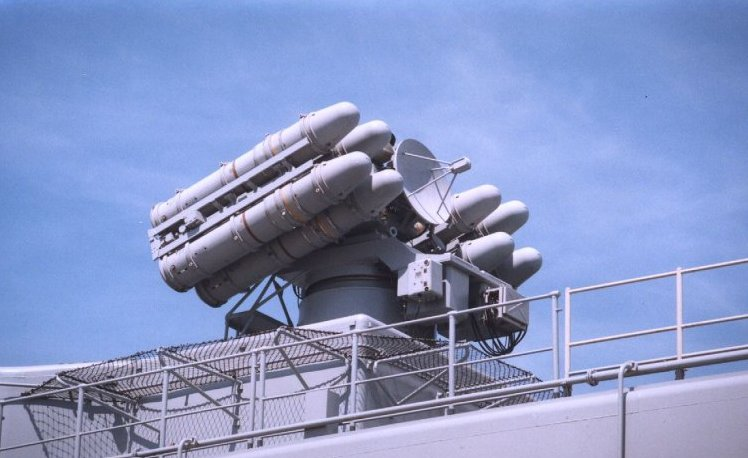
Batterie de missiles Crotale sur la frégate Tourville de la Marine nationale française.

### Crotale Edir
Le Crotale Edir (Ecartométrie Différentielle Infrarouge) est associé aux radars DRBV 15 et DRBV 51B  ou C. Son guidage est assuré par alignement et l'explosion par une fusée de proximité.
Il est constitué de trois éléments. Une tourelle de lancement est équipée d'un télépointeur Thomson en bande Ku et d'une rampe de 8 missiles en conteneurs. Un local sous la  tourelle assure la mise en œuvre du système formé du radar, du traitement d'informations, d'un calculateur digital et d'une console d'exploitation. Un stockage sous le pont contient 18 missiles en réserve et d'un élévateur chargeant la rampe de lancement. Un délai de 30 minutes est nécessaire pour la recompléter entièrement.
Caractéristiques techniques
| Caractéristiques      | Données            |
| --------------------- | ------------------ |
| Longueur              | 2,93 m             |
| Diamètre              | 0,15 m             |
| Envergure             | 0,54 m             |
| Masse                 | 85,1 kg            |
| Charge militaire      | 14 kg              |
| Vitesse               | mach 2,4           |
| Portée                | 13 km              |
| Volume d'interception | 150 à 12 000 pieds |

Il équipe ou a équipé les frégates de Classe Tourville, de Classe Georges Leygues et de Classe Al Madinah.

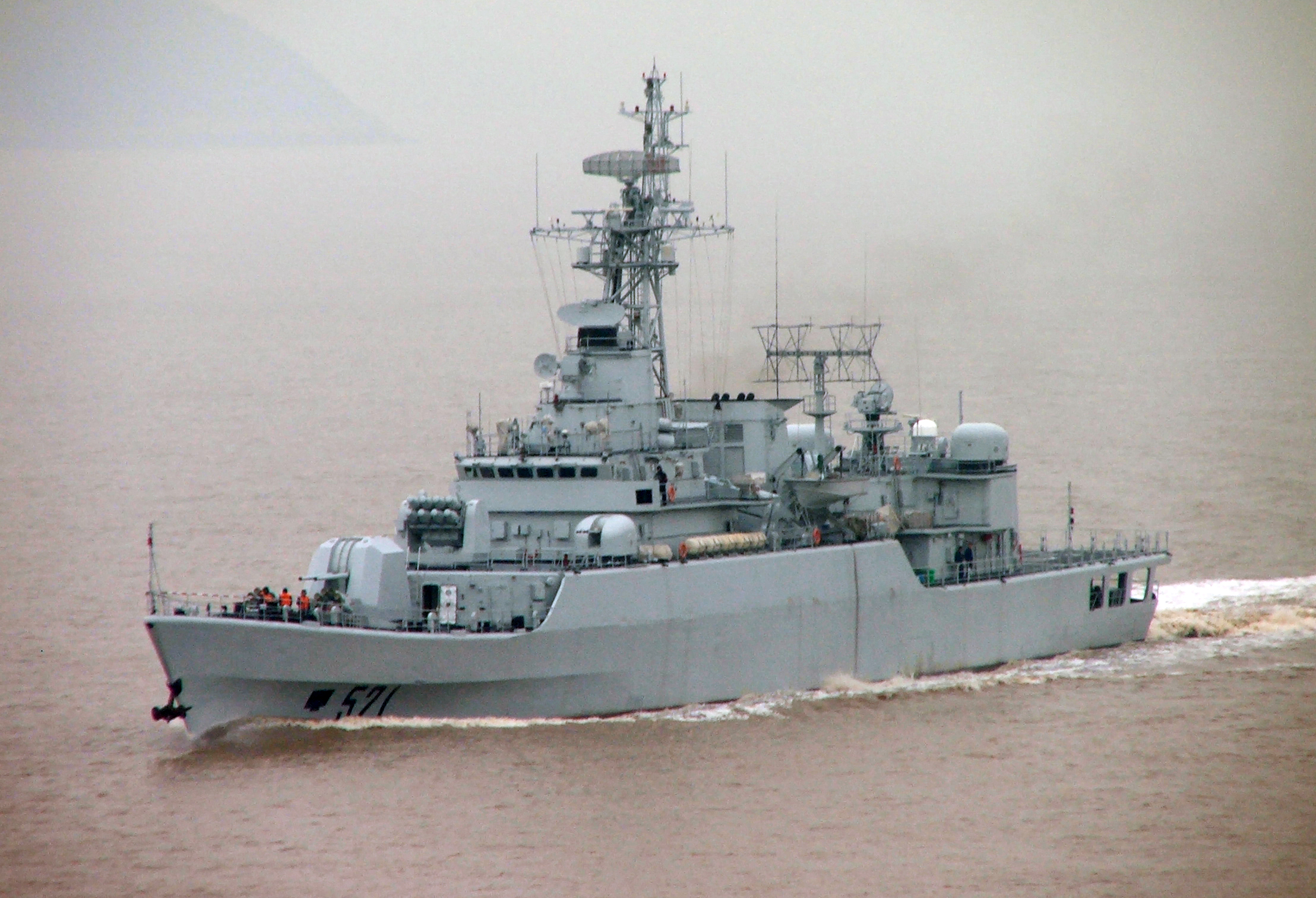
Crotale modulaire sur la frégate Jiaxing de Type 053H3 de la Marine chinoise.

### Crotale modulaire
Le Crotale modulaire diffère de l'EDIR par une séparation entre le lanceur et la conduite de tir multisenseurs (radar, optique et infrarouge), les performances étant identiques. Il équipe les frégates Type 052, Type 053H3 et Type 054A de la Marine chinoise, et les corvettes classe Muray-Jib de la Marine des Émirats arabes unis.

### Crotale CN2
Le Crotale CN2 est armé de missiles VT 1 et équipe les frégates de Classe La Fayette et les corvettes de classe Qahir de la Marine du Sultanat d'Oman. 

Un développement mené en 2007 vise à augmenter le domaine de tir du Crotale VT1, avec une portée allongée à 15 km.

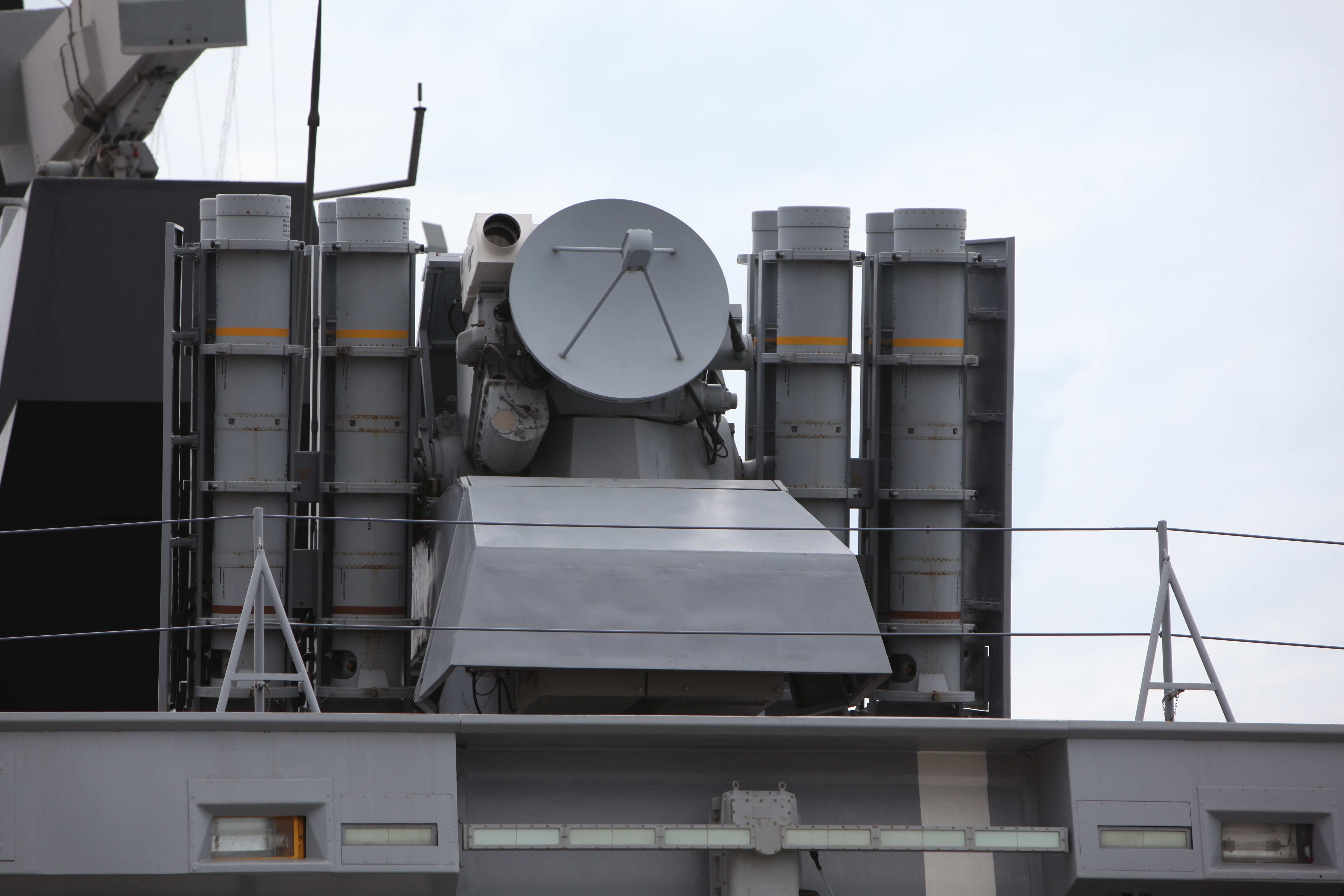
Crotale CN2 sur la frégate Surcouf de la Marine nationale française.

Caractéristiques techniques
| Caractéristiques | Données      |
| ---------------- | ------------ |
| Longueur         | 2,34 m       |
| Diamètre         | 0,16 m       |
| Masse            | 95 kg        |
| Charge militaire | 13 kg        |
| Vitesse          | mach 3,5     |
| Portée           | 11 km        |
| Plafond          | 30 000 pieds |

### Crotale VT1-VL
Le Crotale VT1-VL est testé en octobre 2008. Ces missiles sont lancés depuis un système de lancement vertical Sylver A 35.

## Utilisateurs

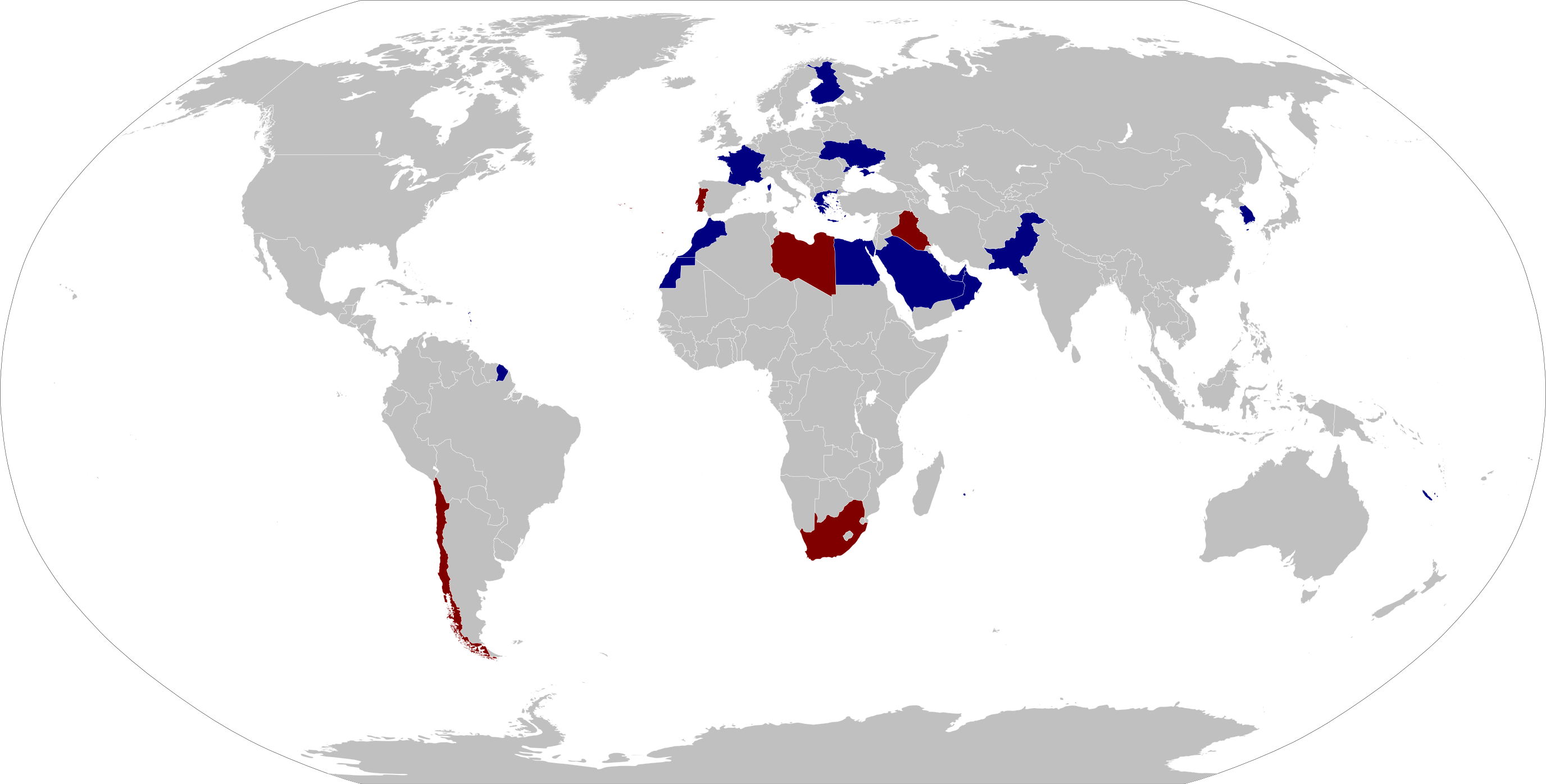
Utilisateurs du missile Crotale
Pays utilisateurs actuels
Anciens pays utilisateurs

### Utilisateurs actuels
Arabie saoudite
Forces armées saoudiennes : sept batteries de Crotale équipée chacune de deux modules radars et de quatre lance-missiles sont livrées entre 1980 et 1986 avec 550 missiles R-440 Crotale. Onze batteries de Shahine ayant la même composition que les Crotale sont livrées entre 1980 et 1990 avec 2000 missiles R-460 Shahine.
En 1991, six batteries de Crotale de seconde main sont vendues à l'Arabie saoudite par l'armée de l'Air française,. Un contrat de maintien en condition opérationnelle de tous ces missiles est notifié à Thales en 2013 alors que l'entreprise cherche à vendre des missiles Crotale NG au pays. Le Crotale soutenu par l'État est concurrencé par le VL-MICA de MDBA, qui est finalement préféré au Crotale NG.
Marine royale saoudienne : 175 missiles R-440 Crotale sont livrés en 1985 et 1986 pour équiper les quatre frégates de classe Al Madinah, dont trois sont rééquipées de SIMBAD-RC lançant le missile Mistral dans le cadre de leur modernisation.
 Bahreïn
Force terrestre royale de Bahreïn : une batterie de Crotale est livrée en 1995 avec 30 missiles R-440 Crotale.
 Corée du Sud

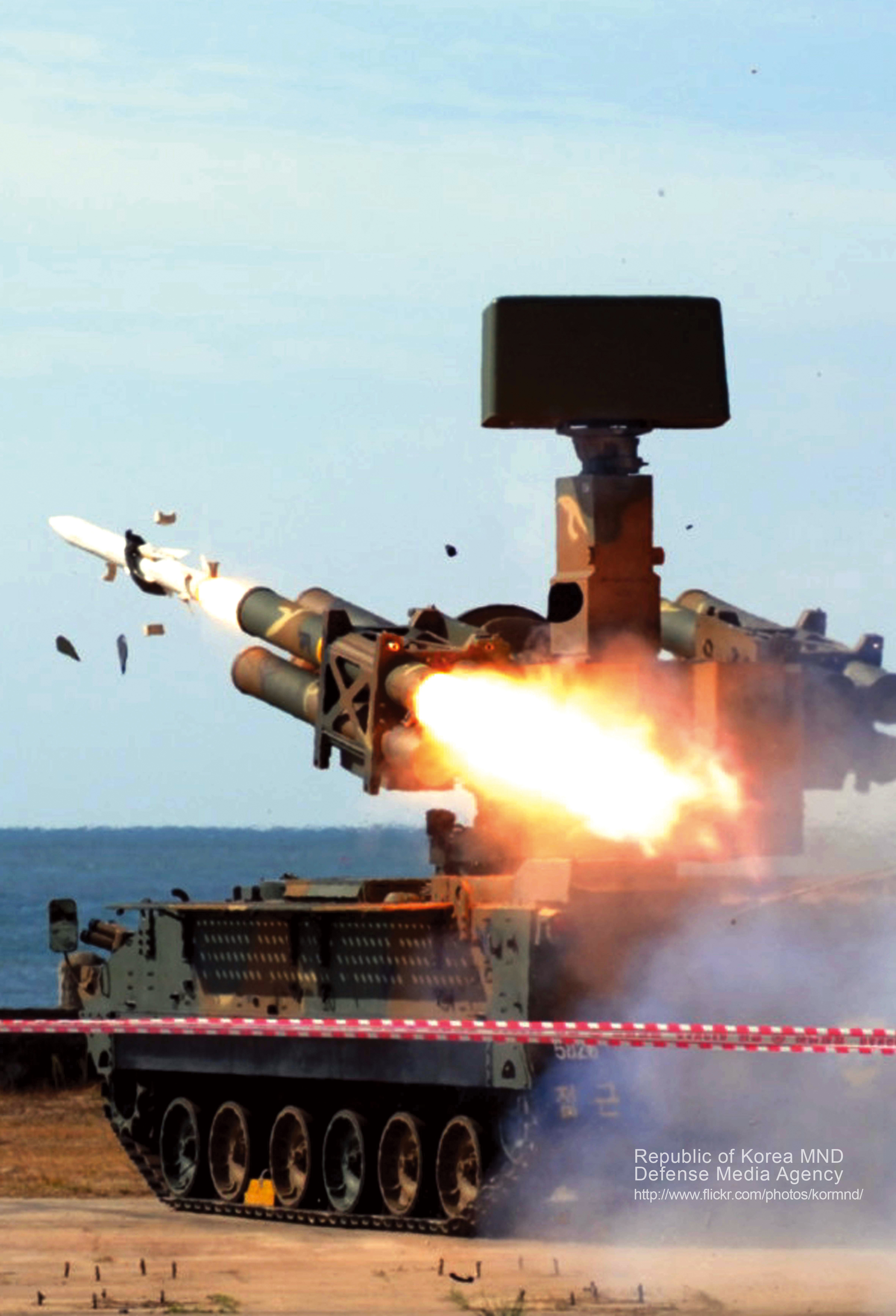
Tir d'un missile depuis un véhicule K200 KIFV de l'armée sud-coréenne.

Armée de terre de la république de Corée : 114 KM-SAM Chunma sont livrés entre 1999 et 2009. Il combine une version dérivée par Thales et Samsung du radar et du système de combat du Crotale associé à un missile produit par LIG Nex1, le tout étant monté sur un châssis de K200 KIFV (en).
 Égypte
Armée de terre égyptienne : seize batteries de Crotale sont livrées entre 1977 et 1985 avec 100 missiles R-440 Crotale, 80 missiles R-440 Crotales supplémentaires sont livrés en 1991.
 Émirats arabes unis
Armée de terre des Émirats arabes unis : trois batteries de Crotale sont livrées en 1977 et 1978 avec 500 missiles R-440 Crotale.
Marine des Émirats arabes unis : 30 missiles R-440 Crotale sont livrés en 1990 et 1991 pour équiper les corvettes de classe Muray-Jib.
 Finlande
Armée de terre finlandaise : vingt Crotale NG sont livrés en 1992 et 1993 avec 480 missiles VT-1. Le Crotale NG est monté sur un châssis XA-181 localement appelé ItO 90, le tout est modernisé en 2018 avec l'ajout d'une caméra thermique CATHERINE XP.
 France
Armée de l'Air et de l'Espace : vingt batteries de Crotale sont commandées en 1973 et livrées jusqu'en 1980. Le Crotale est mis en service au sein de onze Escadrons de Missile Sol-Air (EMSA) composés uniquement de missiles Crotale qui deviennent treize Escadrons de défense Sol-Air en 1987 en étant regroupés avec des canons antiaériens bitubes de calibre 20 mm.
Le Crotale est modernisé au standard Crotale NG en 1993 grâce à l'argent généré par la vente d'occasion de six batteries Crotale à l'Arabie saoudite sur les dix-huit dont dispose l'armée française tandis que 300 missiles VT-1 sont livrés entre 1990 et 1993. L'armée de l'Air utilise alors douze batteries de Crotale NG.
À la suite de l'invasion de l'Ukraine par la Russie, la France livre à l'Ukraine deux batteries de Crotale NG avec 50 missiles VT-1 en novembre 2022,. Si la question du remplacement de Crotale NG se pose dès 2020, le ministre français des Armées, Sébastien Lecornu, annonce en octobre 2022 que les Crotale NG cédés à l'Ukraine seront remplacés par des SAMP/T Mamba. Il est finalement annoncé en novembre 2022 que le Crotale NG sera remplacé par des missiles VL-MICA, ce qui est effectif à partir de juin 2024.
| Régiment                        | Version            | Subordination                           | Remarque        |
| ------------------------------- | ------------------ | --------------------------------------- | --------------- |
| EDSA 3/950 Lure                 | Crotale            | Base Aérienne 200 Apt-Saint-Christol    | Dissout         |
| EDSA 7/950 Obernai              | Crotale            | Base Aérienne 124 Strasbourg-Entzheim   | Dissout         |
| EDSA 7/950 U Fium Orbu          | Crotale            | Base Aérienne 126 Solenzara             | Dissout         |
| EDSA 8/950 Woëvre               | Crotale            | Base Aérienne 136 Toul-Rosières         | Dissout         |
| EDSA 9/950 Vaucouleur           | Crotale            | Base Aérienne 133 Nancy-Ochey           | Dissout         |
| EDSA 10/950 Châteauneuf du Pape | Crotale            | Base Aérienne 115 Orange-Caritat        | Dissout         |
| EDSA 6/950 Riquewhir            | Crotale            | Base Aérienne 132 Colmar-Meyenheim      | Dissout en 2009 |
| EDSA 13/950 Somme               | Crotale            | Base Aérienne 103 Cambrai-Épinoy        | Dissout en 2011 |
| EDSA 4/950 Servance             | Crotale Crotale NG | Base Aérienne 116 Luxeuil-Saint-Sauveur | Dissout en 2013 |
| EDSA 12/950 Tursan              | Crotale Crotale NG | Base Aérienne 118 Mont-de-Marsan        | En Activité     |
| EDSA 1/950 Crau                 | Crotale NG         | Base Aérienne 125 Istres-Le Tubé        | En Activité     |
| EDSA 2/950 Sancerre             | Crotale NG         | Base Aérienne 702 Avord                 | En Activité     |
| EDSA 5/950 Barrois              | Crotale NG         | Base Aérienne 113 Saint-Dizier-Robinson | En Activité     |

Marine nationale : le missile Crotale équipe les portes-avions Foch et Clemenceau, les frégates de classe Tourville et les frégates de classe Georges Leygues. Les frégates de classe La Fayette sont équipées du missile Crotale NG remplacé par le missile Mistral 3 au cours de la modernisation de trois des cinq navires de cette classe.
 Grèce
Force aérienne grecque : onze Crotale NG sont livrés entre 1999 et 2001 avec 400 missiles VT-1. Leur commande en 1998 et 1999 intervient après l'incident de îles Imia en 1996 et l'incident aérien gréco-turc de 1996.
 Maroc
Forces armées marocaines : en mai 1978 est annoncé la commande d'un nombre inconnu de batteries de Crotale par le Maroc pour un montant de 200 millions de dollars, alors que le pays doit faire face à la guerre du Sahara occidental.
 Oman
Marine du Sultanat d'Oman : 50 missiles VT-1 sont livrés en 1996 et 1997 pour équiper les corvettes de classe Qahir.
 Pakistan
Armée de terre pakistanaise : douze batteries de Crotale sont livrées entre 1976 et 1985 avec 350 missiles R-440 Crotale.
 Ukraine
Force aérienne ukrainienne : à la suite de l'invasion de l'Ukraine par la Russie, la livraison de Crotale NG à l'Ukraine est envisagée en octobre 2022 et est effective en novembre 2022 avec la cession de deux batteries de Crotale NG et d'au moins 50 missiles VT-1. En janvier 2023, le ministre français des Armées, Sébastien Lecornu, évoque des "efforts" pour fournir des missiles supplémentaires à l'Ukraine.

### Anciens utilisateurs
Union d'Afrique du Sud
Armée de terre sud-africaine : sept batteries de Crotale sont livrées entre 1971 et 1973 avec 200 missiles R-440 Crotale. Ils sont appelés localement "Cactus" et une licence française accordée en 1971 permet leur fabrication en Afrique du Sud pour contourner l'embargo sur les armes voté par l'ONU en 1977.
 Chili
Forces armées chiliennes : deux batteries de Crotale sont livrées en 1982 avec 60 missiles R-440 Crotale.
 République d'Irak
Forces armées irakiennes : plusieurs batteries de Crotale totalisant 20 lanceurs sont livrées au cours de la guerre Iran-Irak.
 Jamahiriya arabe libyenne
Forces armées de la Jamahiriya arabe libyenne : douze batteries de Crotale sont livrées entre 1973 et 1975 avec 216 missiles R-440 Crotale et 60 unités de tir. Ils assurent la défense aérienne de Tripoli au cours de l'opération El Dorado Canyon américaine.
 Portugal
Exército Português : deux batteries de Crotale sont livrés pendant les guerres coloniales portugaises.

### Echecs commerciaux
Chine
Marine chinoise : des missiles R-440 Crotale sont livrés en 1978 ou 1979 pour équiper le destroyer Harbin de Type 052. Par rétro-ingénérie, la Chine développe le système HQ-7, lui-même copié par l'Iran avec le missile antiaérien Ya Zahra (en). 
 États-Unis
Forces armées des États-Unis : le Crotale est proposé au États-Unis en 1971 pour un milliard de dollars, sans suite. 
 Liban
Forces armées libanaises : en semptembre 1969 est annoncé la commande d'un nombre inconnu de batteries de Crotale par le Liban. Le contrat est cependant résillié en 1972 moyennant le paiement de 9,5 millions de francs, créant un "scandale Crotale" avec de fortes implications politiques au Liban.
 Malaisie
Forces armées malaisiennes : Thomson-CSF négocie en 1992 la vente de Crotale NG à la Malaisie, sans suite.

## Engagements

### Guerre Iran-Irak
Lors de la guerre Iran-Irak, les forces armées irakiennes utilisent leurs systèmes Crotale pour défendre la capitale irakienne Bagdad contre les menaces aériennes, dissuadant ainsi les iraniens de bombarder la ville.

### OpérationEl Dorado Canyon
Au cours de l'opération El Dorado Canyon d'avril 1986, les systèmes Crotale libyens sont utilisés pour défendre la Libye contre les avions américains. Un bombardier F-111 américain est abattu pendant le raid, sans doute par les Crotale. En effet, les Américain ont réussis à brouiller les missiles sol-air d'origine soviétique grâce à leurs contre-mesures électronique, mais n'ont pas réussi à neutraliser les Crotale de la même manière.

### Guerre de la frontière sud-africaine
Au cours de la guerre de la frontière sud-africaine, un système Crotale sud-africain endommage un MiG-23 de la force aérienne nationale angolaise en novembre 1987, dissuadant les pilotes angolais et cubain de s'approcher ensuite de la zones de combat.

### Conflit tchado-libyen
Pendant le conflit tchado-libyen, une batterie de Crotale de l'opération Epervier déployée à Abéché repousse un Tu-22 libyen le 7 décembre 1987 en tirant quatre missiles. Si aucun d'eux ne touche le bombardier, cela empêche celui-ci d'endommager la piste d'aviation nouvellement construite.

### Guerre du Golfe
Lors de la guerre du Golfe, des systèmes Crotale sont déployés par différentes armées composant la coalition internationale. Le système est ainsi déployé par les forces armées saoudiennes, par l'armée de terre egyptienne au sein de son corps expéditionnaire et par l'armée française qui déploie cinq batteries de Crotale pour assurer la défense aérienne de la division Daguet.

### Guerre en Ukraine
Lors de l'invasion de l'Ukraine par la Russie, les Crotale NG des forces armées ukrainiennes livrés par la France sont utilisés contre les missiles de croisière des forces armées russes. En décembre 2023, la Russie revendique avoir détruit un système Crotale NG, sans apporter de preuve de cette destruction.

## Culture populaire
- Dans le jeu vidéo War Thunder, le missile Crotale, appelé ItO 90M, est l'artillerie antiaérienne de niveau VIII de l'arbre de recherche français[65] et suédois[66].
- Dans le jeu vidéo Conflict of Nation : World War III, le missile Crotale est le missile antiaérien de niveau 4 de la doctrine européenne.